# Yoko Kamio
Yoko Kamio (神尾 葉子, Kamio Yōko) (29 de junho de 1966), é uma mangaka japonesa.

## Biografia
Kamio não tinha intenção de se tornar uma mangaka, quando era jovem trabalhou como garçonete. Originalmente foi para a escola de secretariado
depois de se formar somente, em 1989 começou a atuar profissionalmente como mangaka. Nos anos seguintes publicou Kamio, Suki Suki Daisuki, Ano Hi ni Aitai, e Meri-san não Hijitsu. Em 1992 criou Hana Yori Dango. Sua obra mais famosa até o momento é Hana Yori Dango obra que lhe rendeu o prêmio Shogakukan Manga Award em 1996. Sua obra foi traduzida e distribuída na Ásia, Europa e América do Norte.

## Hana Yori Dango
O mangá Hana Yori Dango se estabeleceu de forma relativamente rápida no Japão. Muitas pessoas elogiaram Kamio por seu retrato realista da vida colegial e violência cotidiana através da série de Hana Yori Dango. Embora ela inicialmente foi surpreendido com as confissões de violência do ensino médio, em cartas de fãs, ela percebeu que o personagem de fogo Tsukushi serviu como modelo para grande parte da  Japão jovens e ajudou os outros a lidar com a violência escolar.Em 1995, foi criada uma versão em anime para Hana Yori Dango.
A série também foi publicada em japonês, mandarim, cantonês, tailandês, coreano, francês e Inglês. O anime foi transmitido no Japão, Hong Kong, Taiwan, Singapura, Itália, e também foi licenciada e lançada nos Estados Unidos. Além disso, também foi recriado em um jogo (apenas lançado no Japão), durante o verão de 2001. Com sua popularidade crescente, Hana Yori Dango foi então feita em uma série de TV live action popular em Taiwan intituladoMeteor Garden.
Yoko inicialmente queria Rui Hanazawa para ser o líder dos f4 da série, mais devido á personalidade marcante de Tsukasa Domyoji ela trocou os papéis. Apesar do sucessoHana Yori Dango,  Kamio tinha originalmente planejado para acabar com a série até à Primavera de 2000. No entanto, em Fevereiro de 2000, em uma conferência em mangaka Taipei, Taiwan anunciou que ela iria continuar a escreverHana Yori Dango. Em um ponto, ela ficou tão envolvido na história de Hana Yori Dango, que ela confessou ter sonhos sobre Domyoji.

## Trabalhos
- (1989) - Ano Hi ni Aitai; 1 volume;
- (1989) - Sayonara o Arigatō; 1 volume;'
- (1990) - Suki Suki Daisuki; 1 volume;'
- (1991 - 1992) -' Merii-san no Hijitsu; 5 volumes;'
- (1992 - 2003) - Hana Yori Dango; 37 volumes;
- (2004 - 2007) - 'Cat Street' 8 volumes;'
- (2007 - 2008) - 'Matsuri ESPACIAL; 4 volumes;'
- (2009/2010 - 2012) - 'Tora to Ookami; 6 volumes;'
- (2013- ~) - 'Ibara no Kanmuri; x volume.'